# Love University Records
Love University Records è un'etichetta discografica indipendente italiana, nonché casa editrice musicale.

## Storia
L'etichetta è stata fondata a Taranto nel 2005 da Francesco Grassi, Dj e Producer noto con l’acronimo di Don Ciccio, pioniere attivo nella scena musicale Hip Hop e Reggae italiana sin dal 1990. Il primo lavoro distribuito dall'etichetta fu l’album Love University, che è stata la prima compilation prodotta in Italia di Lovers Rock, uno stile Reggae influenzato dal Soul nato in UK a cavallo tra gli anni settanta ed ottanta. Il maggiore successo di Love University Records è stato l’album B-Lady di Mama Marjas del 2009 che ha portato l’artista e l’etichetta alla ribalta in ambito nazionale. Nel 2018, gli ambiti di attività della label si allargano diventando oltre che un'etichetta discografica, anche una casa editrice musicale, producendo musica di vario genere quale: Indie Pop, Elettronica, EDM, Grime e House.
Tra gli artisti che collaborano o hanno collaborato negli anni con l’etichetta ci sono: Mama Marjas, Neffa, Bunna, Villa Ada Posse, ‘O Zulù, Nando Popu, Alberto Dati, Blackson, Party Hard, Cristiano Cosa, Francisca, Sud Foundation Krù, Fido Guido, Raphael, Treble Lu Professore, Patrizia Conte,, Yaraka, Luca Tarantino, Santino Caravella ed altri.